# 小戸地域自治区
小戸地域自治区（おどちいきじちく）は、宮崎県宮崎市の地域自治区の一つ。

## 地理
国道10号、大淀川、西橘通りに囲まれた地域で、全体が沖積平野であるが、特に小松川以西は低く氾濫の危険性が高い。東部は市の中心的な繁華街で商業施設が立ち並んでいる。中でも歓楽街の「ニシタチ」は深夜まで賑わいを見せている。西部は主に住宅地である。
なお、小戸町は檍地域自治区に属する。

### 町域
- 上野町
- 北高松町
- 末広一丁目・二丁目
- 大工一丁目～三丁目
- 高松町
- 千草町

- 中央通
- 鶴島一丁目～三丁目
- 西高松町
- 松橋一丁目・二丁目
- 南高松町
- 元宮町

## 歴史
- 1889年5月1日 - 町村制施行により宮崎郡宮崎町が発足。
- 1924年4月1日 - 大淀町・大宮村と合併し宮崎市となる。
- 2006年1月1日 - 旧宮崎町の南西部が小戸地域自治区となる。

## 地域

### 教育
- 宮崎市立小戸小学校

### 文化施設
- 小戸公民館

### 病院
- 県立宮崎病院

## 交通

### 道路
- 国道10号
- 国道269号
- 宮崎県道26号宮崎須木線

## 名所・旧跡・観光スポット・祭事・催事
- 大淀川市民緑地
- 小戸神社
- ニシタチ（歓楽街）